# TRAPPIST-1
TRAPPIST-1(트라피스트-1) 또는 2MASS J23062928-0502285는 지구로부터 물병자리 방향으로 39.6 광년(12.1 파섹) 떨어져 있는 초저온 왜성이다. 이 왜성은 목성보다 반지름이 약간 더 크나 질량은 훨씬 더 크다. 온화한 온도대에 있는 지구형 행성 일곱 개가 이 별을 도는 것으로 밝혀졌으며 이 수효는 발견 시점 기준으로 그 어떤 외계 행성계 구성원보다도 많았다. 2017년 출간된 조사결과에 따르면 이 행성계는 구성원들이 탄생 후 원시행성계원반 내를 이동하여 현재 위치로 오는 과정에서 안정적인 궤도를 형성하게 되었다 한다.
벨기에 천문학자 연구진은 2015년 지구 크기 행성 세 개가 이 행성을 돌고 있는 것을 최초로 발견했다. 벨기에 소재 리에주 대학의 미카엘 지용이 이끄는 연구진은 이 행성들을 칠레 라 시야 천문대와 모로코 오우카이메덴 천문대에서 TRAPPIST 망원경으로 트랜싯 측광학을 이용하여 발견했다. 2017년 2월 22일 트라피스트-1을 도는 외계행성 네 개가 추가로 발견되었다. 이 작업에는 스피처 우주망원경과 파라날 소재 VLT가 사용되었다. 이로써 트라피스트-1 계의 행성은 총 일곱 개로 늘어났는데 이 중 세 개가 계의 생물권 안을 돌고 있는 것으로 추정되며 나머지 행성들 역시 표면 어딘가에 액체 물이 있다면 생명체를 품을 가능성이 있다. 측정된 균형 온도 170 ~ 330 켈빈(섭씨 -103 ~ 57 도)에 따르면 낙관적으로 보아 최대 행성 여섯 곳에서 생명체가 존재 가능하다. 2018년 11월 과학자들은 행성 e가 지구와 가장 비슷한 바다 행성이며 "생명체 거주 가능성을 염두에 둘 때 연구 대상으로서 가장 탁월한 선택이 될 천체"라고 주장했다.

## 발견 및 명명

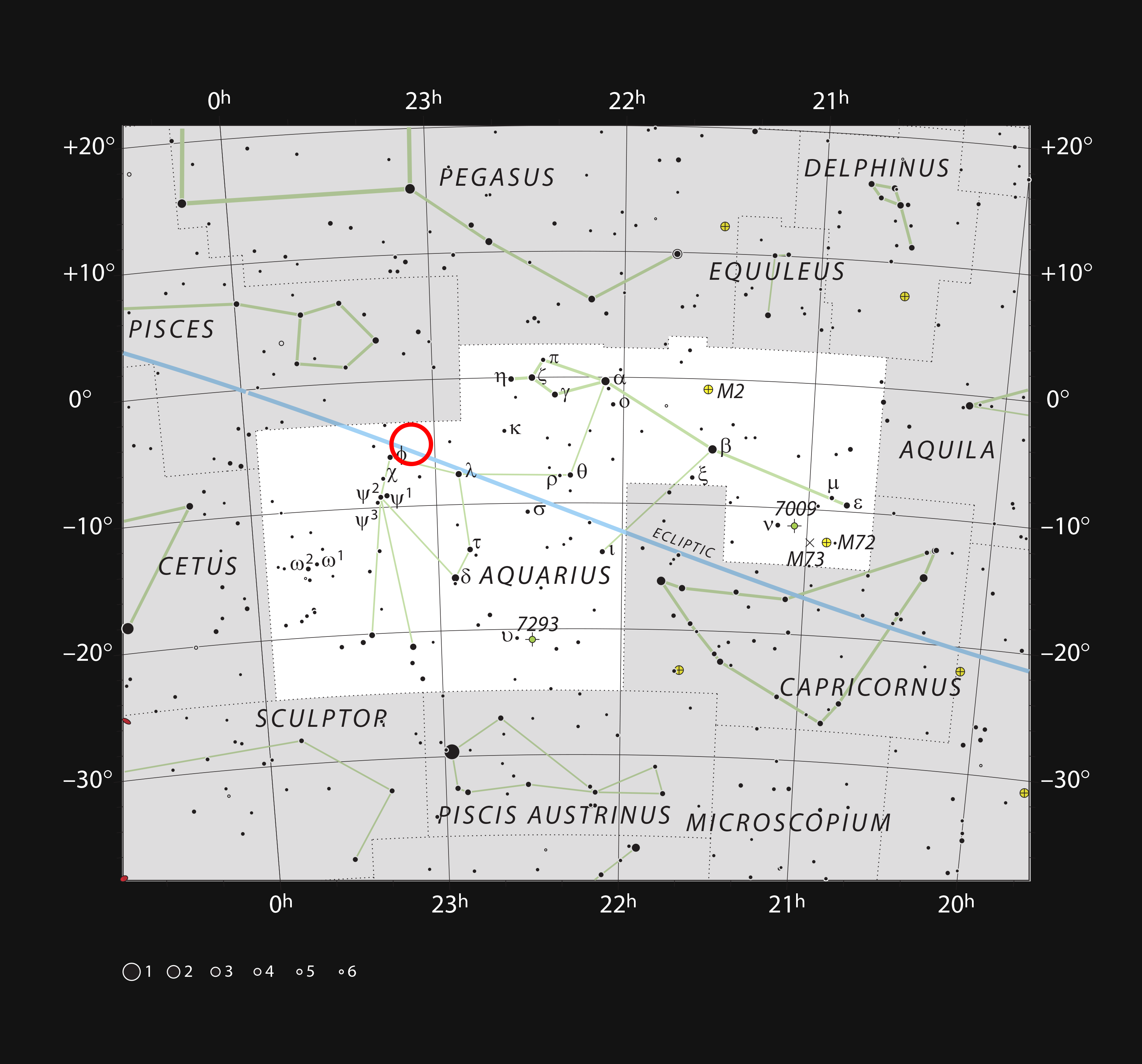
트라피스트-1은 물병자리(그림)에서 붉은 원 위치에 있다.

트라피스트-1 항성은 1999년 2MASS 탐사 중 발견되었으며 후속 항성 목록에 "2MASS J23062928-0502285" 명칭으로 수록되었다. 이 숫자들은 천구상 항성 위치의 적경과 적위를 뜻하며 "J"는 율리우스력을 의미한다.
이후 리에주 대학교 천문학자들이 이 계(系)를 연구 대상으로 지목했다. 이들은 2015년 9월부터 12월까지 TRAPPIST-남방 망원경을 이용하여 최초 관측을 수행했으며 2016년 5월 행성들의 발견 사실을 네이처 지에 발표했다. 행성계를 발견한 천문학자들이 어머니 항성에 붙인 배크로님 트라피스트(TRAPPIST)는 가톨릭 트라피스트회와 수도회가 (주로 벨기에에서) 만드는 트라피스트 맥주에 경의를 표하는 의미를 담고 있다. 연구진은 트라피스트 망원경을 이용하여 최초로 발견한 외계 행성계라는 뜻에서 이 항성에 '트라피스트-1' 명칭을 붙였다.
행성들은 발견 순서에 따라 명칭을 부여받았는데, 최초로 발견된 행성은 b이고 두 번째 발견된 행성은 c를 받는 식이다. 트라피스트-1 주변에서 최초로 발견된 행성 셋은 공전 주기가 작은 것부터 차례대로 b, c, d 기호를 받았으며 이후 추가로 발견된 행성 둘도 같은 규칙에 따라 e, h 기호를 부여받았다.

## 항성의 특징

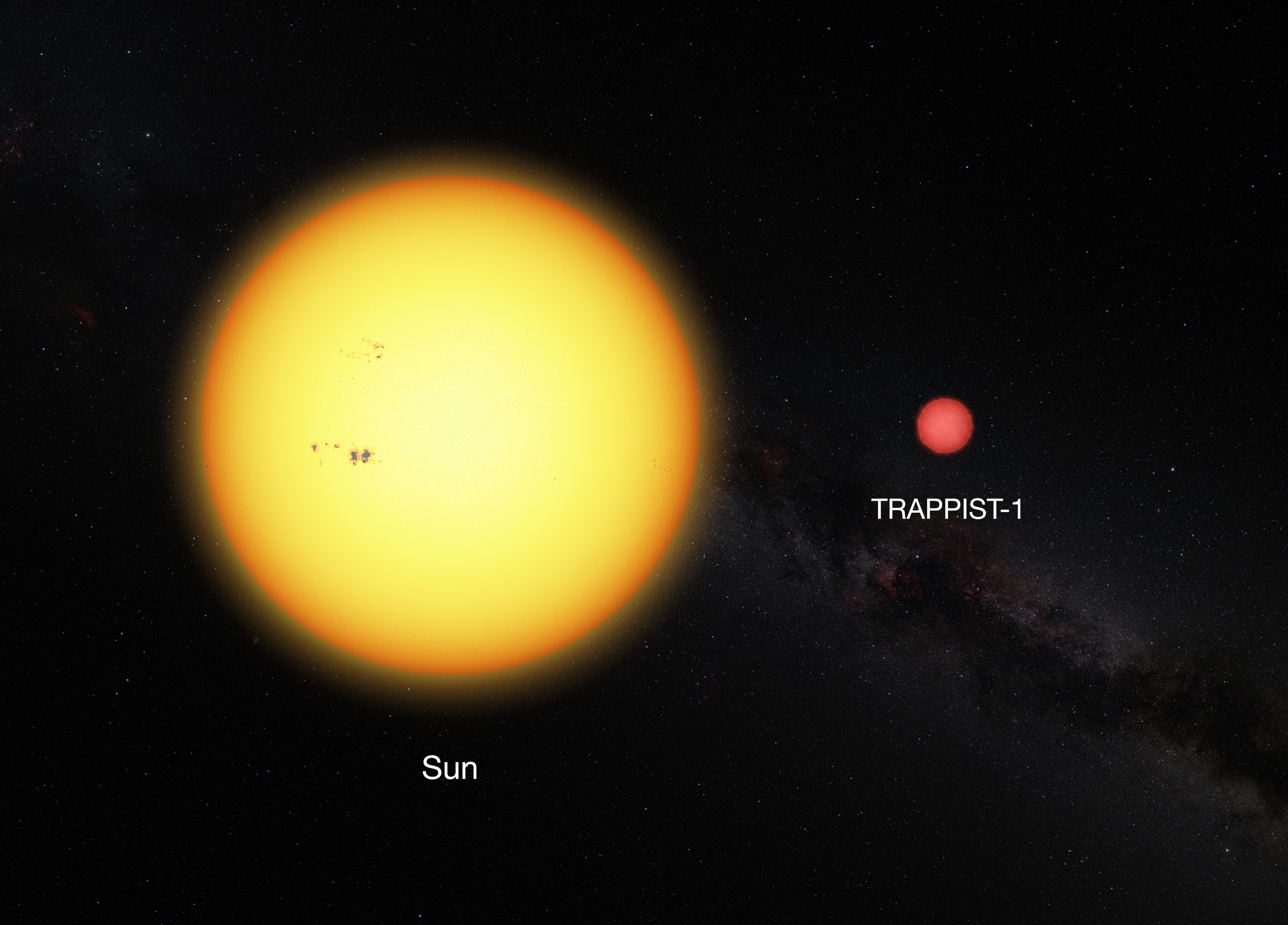
태양과 비교한 트라피스트-1의 크기.

트라피스트-1은 분광형 M7.5~8.5의 초저온 왜성으로 질량은 태양의 8%, 반지름은 11% 정도이다. 반지름은 목성보다 약간 크지만 질량은 84배나 된다. 고해상도 광분광기로 관측 결과 항성 대기에서 리튬을 찾아내지 못했는데 이는 트라피스트-1이 질량이 매우 작은 주계열성으로, 수소를 융합하면서 리튬을 모두 써 버렸다는 의미였다. 즉 '어린 갈색왜성'이 아니라 '적색 왜성'이라는 뜻이다. 트라피스트-1의 유효온도는 2,511 켈빈이며 나이는 대략 54억 ~ 98억 년 사이로 보인다. 이와 비교해 보면 태양의 유효온도는 5778 켈빈, 나이는 약 46억 년이다. 케플러 K2 확장 미션에서 79일간 이 별을 관측하여 항성 표면 흑점들, 0.38일 주기(활동적인 M6~M9 왜성의 30분의 1 수준 빈도)의 간헐적이고 약한 플레어(그러나 관측 기간 막판에 강력한 플레어가 1회 관측됨)를 발견했다. 관측된 플레어 활동은 정기적으로 주위를 도는 행성들의 대기를 바꾸어 생명체가 살기에 부적절하게 만들 수 있다. 이 항성은 3.3일에 1회 자전한다.
트라피스트-1의 고해상도 스페클 사진을 촬영하여 이 M8형 항성은 '갈색왜성과 같거나 더 밝은 동반천체'를 거느리지 않음이 밝혀졌다. 주인별이 단독성이기 때문에 주위 행성들의 반지름 값을 정확히 측정하여 그 크기들이 지구 정도임을 증명할 수 있었다.
광도가 낮기 때문에 트라피스트-1은 12조 년까지 살 수 있으며 금속함량([Fe/H])은 0.04 또는 태양 금속함량의 109%이다. 광도는 태양(L☉)의 0.05%로 그 중 대부분은 적외선 스펙트럼에서 나온다. 겉보기 등급은 18.80으로 지구에서 맨눈으로 볼 수 없다.

## 행성계

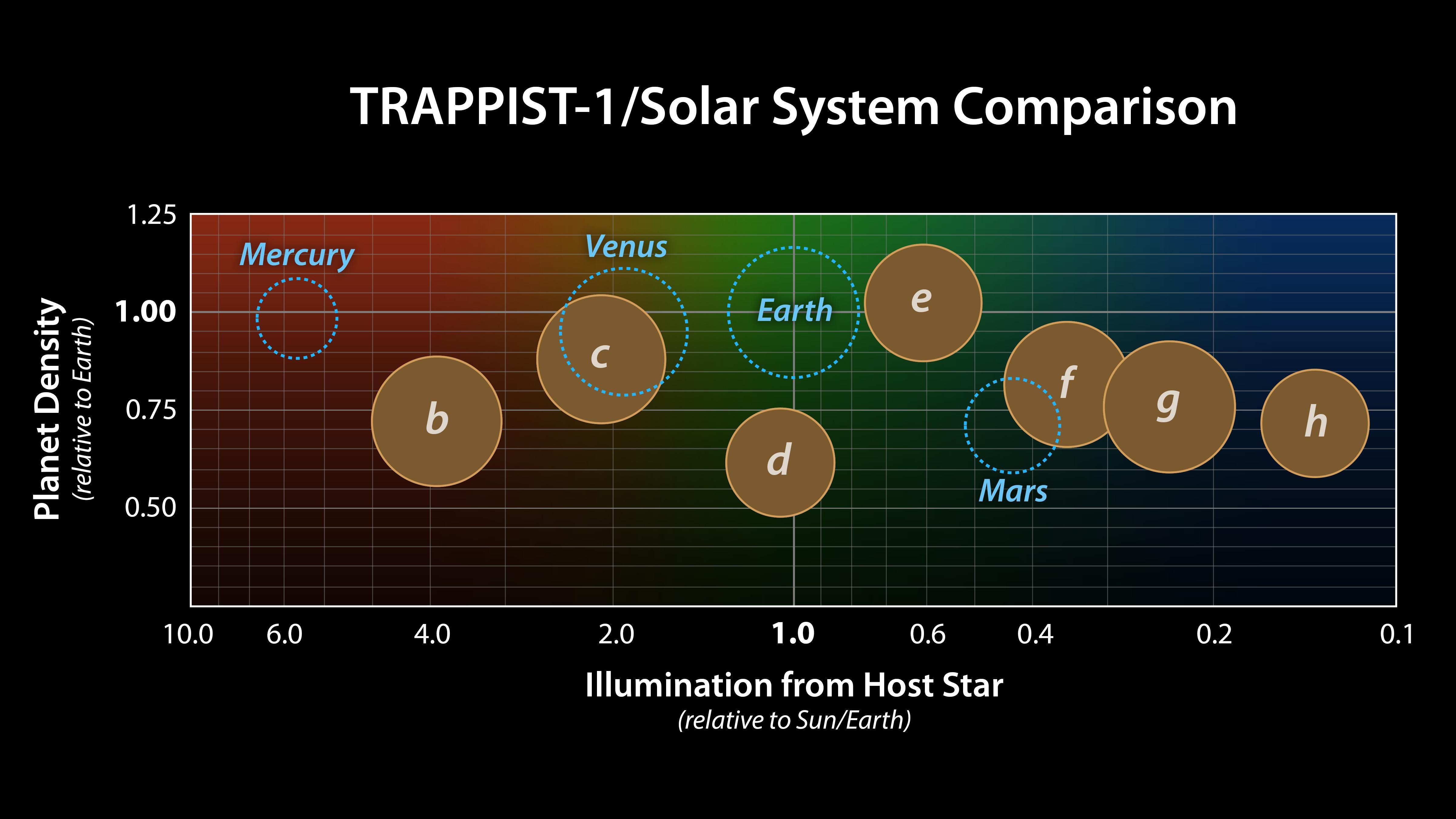
트라피스트-1 계 구성원들의 상대적인 크기, 밀도, 주인별로부터 받는 광량(光量)을 태양계 내행성들과 비교한 그림.

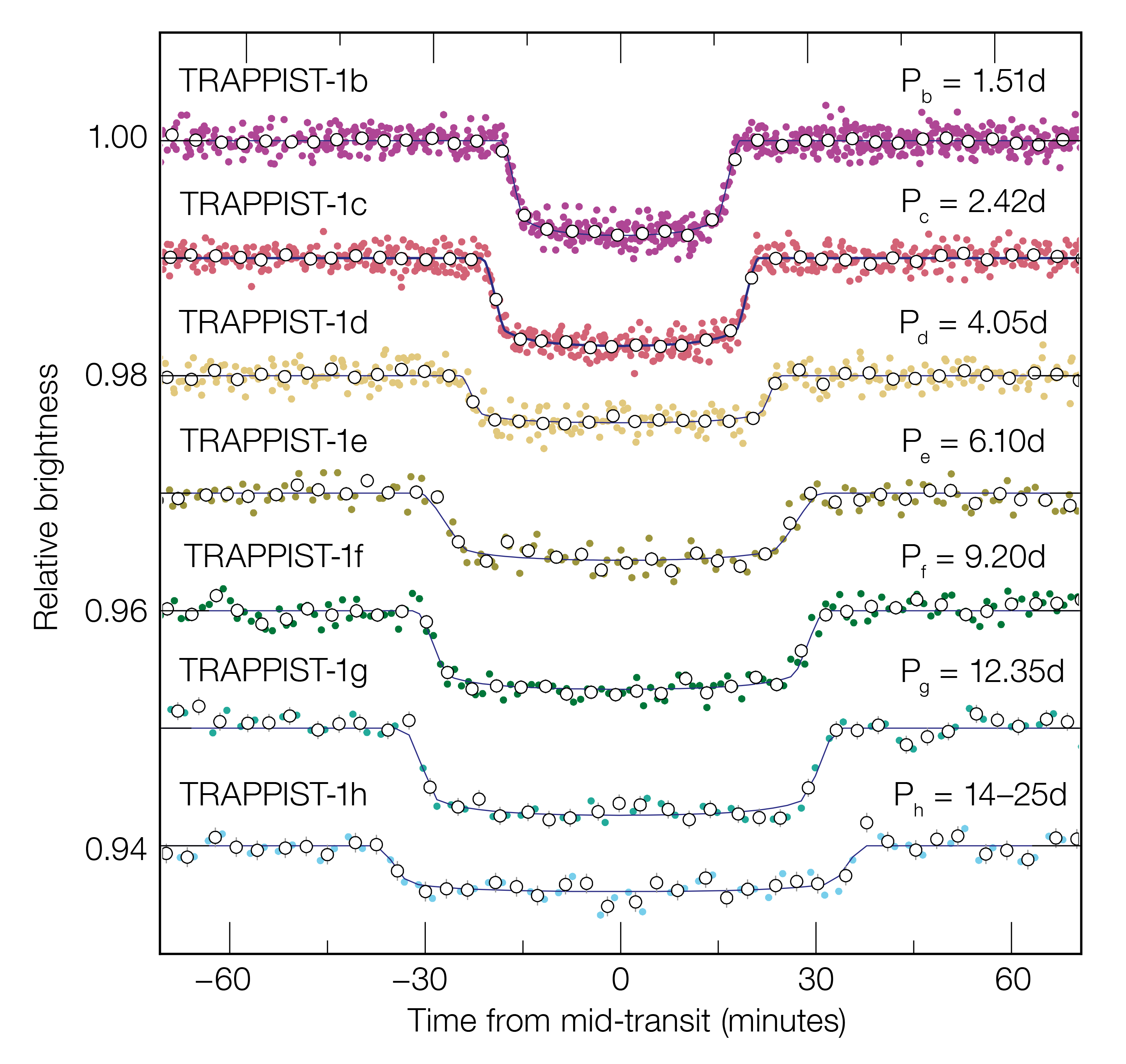
스피처 우주 망원경의 트라피스트-1 통과 자료. 지름이 큰 행성은 항성의 빛을 보다 '많이' 가리며 항성에서 멀리 떨어진 행성일수록 항성의 빛을 보다 '오래' 가린다.

2017년 2월 22일 천문학자들은 이 항성의 행성계가 온화한 온도대에 있는 지구형 행성 일곱 개로 이루어져 있다고 발표했다. 이들 중 다섯 개(b, c, e, f, g)는 반지름이 지구와 비슷하며 둘(d, h)은 반지름이 화성과 지구 사이였다. 일곱 행성 중 셋(e, f, g)은 생명체 거주가능 영역 안을 돌고 있다.
트라피스트-1 행성계의 공전궤도들은 매우 평평하고 조밀하다. 일곱 행성들은 수성 궤도보다 더 가까운 거리에서 항성을 돌고 있다. b를 빼면 이들은 목성을 도는 갈릴레이 위성들보다 항성으로부터 멀리 떨어져 있으나 목성의 나머지 위성들보다는 항성에 가까이 있다. b와 c의 궤도 사이 거리는 지구와 달 거리의 1.6배에 불과하다. 행성들은 서로의 하늘에 뚜렷하게 나타날 것이며 상황에 따라서 지구 하늘에 나타나는 달보다 몇 배 더 크게 보일 수도 있다. 항성에서 가장 가까운 행성의 1년은 지구 시간으로 1.5일이며 가장 먼 행성의 1년 역시 18.8일에 불과하다.
행성들은 서로 매우 가까이 접근하기 때문에 중력적 상호작용이 뚜렷하여 이들의 공전 궤도는 공명 상태에 가깝다. 제일 안쪽 행성이 8회 공전할 동안 두 번째 / 세 번째 / 네 번째 행성은 각각 5회, 3회, 2회 항성을 돈다. 이들은 서로를 중력적으로 끌어당겨 최소 1분에서 최대 30분에 이르는 통과 타이밍 편차(TTV)를 만드는데, 이 편차는 가장 바깥을 도는 행성을 뺀 나머지 행성들의 질량을 계산할 수 있게 해 준다. 안쪽 6개 행성의 총질량은 대략 트라피스트-1의 0.02%로 목성에 대한 갈릴레이 위성들의 질량비와 비슷한데, 관측을 통해 두 계가 비슷한 탄생 과정을 거쳤을 것임을 추측할 수 있다. 행성들의 밀도는 지구(ρ⊕, 5.51 g/cm3)의 최소 0.60 ~ 최대 1.17배로 조성물 대부분이 암석임을 알 수 있다. 주요 휘발성 물질이 행성 조성물에 섞여 있는지는 매우 불확실하다. 다만 f는 밀도(0.60±0.17 ρ⊕)로 보아 얼음층이나 확장된 대기가 존재할 것으로 예측된다. 스페클 영상을 분석한 결과 트라피스트-1은 항성급이나 갈색왜성급 동반천체를 거느리지는 않음이 드러났다.
2017년 8월 31일 천문학자들은 허블 우주망원경을 이용하여 트라피스트-1 행성들에 물로 추정되는 물질이 존재한다는 증거를 최초로 발표했다.
2017년 3월 18일부터 27일까지 천문학자들은 스피처 우주망원경으로 트라피스트-1을 관측하여 항성 매개변수들을 갱신하고 이로써 일곱 행성의 궤도 / 물리적 매개변수들을 개선하고자 했다. 관측 결과는 2018년 1월 9일 논문 출판되었다. 질량 추정치는 갱신되지 않았으나 연구진은 어렵게나마 공전 매개변수들과 행성들의 반지름 값을 매우 작은 오차범위 내에서 보다 정확하게 재측정할 수 있었다. 행성 매개변수를 갱신한 것에 더하여 이들은 가장 안쪽 행성에 거대하고 뜨거운 대기가 존재한다는 증거도 찾아냈다.
2018년 2월 5일 국제 공동 연구를 위해 모인 과학자들은 허블 우주 망원경, 스피처 우주 망원경, ESO의 SPECULOOS 망원경을 이용하여 트라피스트-1 계의 매개변수들을 역대 가장 정확하게 측정, 발표했다. 이들은 7개 행성의 질량값을 매우 작은 오차범위로 수정하여 밀도, 표면 중력, 행성의 조성물을 정확하게 결정할 수 있었다. 행성들의 질량은 대략 지구의 0.3 ~ 1.16배, 밀도는 지구의 0.62배(3.4 g/cm3) ~ 1.02배(5.6 g/cm3) 사이에 걸쳐 있었다. 행성 c와 e의 구성물 대부분은 암석이며, b, d, f, g, h는 물층, 얼음층 또는 두꺼운 대기처럼 휘발성 물질로 이루어진 층을 지니고 있었다. 행성 g도 관측되었으나 자료가 불충분하여 수소 대기층의 존재 여부를 확실히 결정할 수 없었다. 행성 d는 전체 질량 중 약 5%가 액체 물의 바다로 이루어져 있을 가능성이 있다. 반면 지구의 물이 차지하는 질량비는 전체의 0.1%가 되지 않는다. 만약 행성 f와 g에 물의 층이 있다면 얼어 있을 것으로 보인다. 행성 e의 밀도는 지구보다 근소하게 높아 조성물이 암석과 철로 이루어져 있음을 알려준다. b의 대기 중 수증기 압력은 101 ~ 104 바로, 대기모형에 따르면 폭주온실효과 단계를 넘어선 것으로 보인다.

### 행성계 일람
| 행성 (항성에서 가까운 순서) | 질량 (M⊕)          | 긴반지름 (AU)                             | 공전주기 (일)         | 이심률          | 궤도경사각 (도)     | 반지름 (M⊕)        |
| --------------------------- | ------------------ | ----------------------------------------- | --------------------- | --------------- | ------------------- | ------------------ |
| b                           | 1.017+0.154 −0.143 | 0.01154775 AU (1,727,519 km)              | 1.51087637±0.00000039 | 0.00622±0.00304 | 89.56±0.23          | 1.121+0.031 −0.032 |
| c                           | 2.07±0.12          | 0.01581512 (0.01581512 AU (2,365,908 km)) | 2.42180746±0.00000091 | 0.00654±0.00188 | 89.70±0.18          | 1.095+0.030 −0.031 |
| d                           | 1.043±0.06         | 0.02228038 (0.02228038 AU (3,333,097 km)) | 4.049959±0.000078     | 0.00837±0.00093 | 89.89+0.08 −0.15    | 0.784+0.023 −0.023 |
| e                           | 0.604±0.034        | 0.02928285 (0.02928285 AU (4,380,652 km)) | 6.099043±0.000015     | 0.00510±0.00058 | 89.736+0.053 −0.066 | 0.910+0.026 −0.027 |
| f                           | 0.349±0.020        | 0.03853361 (0.03853361 AU (5,764,546 km)) | 9.205585±0.000016     | 0.01007±0.00068 | 89.719+0.026 −0.039 | 1.046+0.029 −0.030 |
| g                           | 0.236±0.014        | 0.04687692 (0.04687692 AU (7,012,687 km)) | 12.354473±0.000018    | 0.00208±0.00058 | 89.721+0.019 −0.026 | 1.148+0.032 −0.033 |
| h                           | 0.135+0.078 −0.074 | 0.06193488 (0.06193488 AU (9,265,326 km)) | 18.767953±0.000080    | 0.00567±0.00121 | 89.796±0.023        | 0.773+0.026 −0.027 |

| 행성 (항성에서 가까운 순서) | 항성 플럭스 (⊕)    | 온도 (균형온도, 영본드반사도를 가정)                                                          | 표면중력 (⊕)       |
| --------------------------- | ------------------ | --------------------------------------------------------------------------------------------- | ------------------ |
| b                           | 3.88±0.22          | 391.8 ± 5.5 K (118.65 ± 5.50 °C) ≥1,400 K (1,130 °C) (대기) 750–1,500 K (477–1,227 °C) (표면) | 0.812+0.104 −0.102 |
| c                           | 2.07±0.12          | 334.8 ± 4.7 K (61.65 ± 4.70 °C)                                                               | 0.966+0.087 −0.092 |
| d                           | 1.043±0.06         | 282.1 ± 4.0 K (8.95 ± 4.00 °C)                                                                | 0.483+0.048 −0.052 |
| e                           | 0.604±0.034        | 246.1 ± 3.5 K (−27.05 ± 3.50 °C)                                                              | 0.930+0.063 −0.068 |
| f                           | 0.349±0.020        | 214.5 ± 3.0 K (−58.65 ± 3.00 °C)                                                              | 0.853+0.039 −0.040 |
| g                           | 0.236±0.014        | 194.5 ± 2.7 K (−78.65 ± 2.70 °C)                                                              | 0.871+0.039 −0.040 |
| h                           | 0.135+0.078 −0.074 | 169.2 ± 2.4 K (−103.95 ± 2.40 °C)                                                             | 0.555+0.076 −0.088 |

### 공명 상태에 가까운 공전

2016년 9월부터 10월까지 20일에 걸쳐 스피처 우주망원경이 기록한 트라피스트-1의 행성 통과.

트라피스트-1 행성들의 공전운동은 복잡한 연결고리를 형성하고 있는데, 이 구조는 모든 행성들을 연결하는 3체 라플라스형 궤도공명을 보인다. 상대공전주기 정수비 근삿값은 항성에 가까운 행성부터 차례대로 24/24, 24/15, 24/9, 24/6, 24/4, 24/3, 24/2이다. 또는 가장 가까운 이웃 천체간의 공전주기비는 대략 8/5, 5/3, 3/2, 3/2, 4/3, 3/2 (1.603, 1.672, 1.506, 1.509, 1.342, 1.519)이다. 이는 공명 상태에 가까운 어떤 계의 행성들이 보이는 연결고리로는 밝혀진 사례들 중 가장 긴 것이다. 이 연결고리는 지금보다 훨씬 더 먼 곳에서 행성들이 태어난 후 원시행성계원반이 아직 남아 있을 때 항성 가까이로 궤도들을 옮기면서 상호작용을 하는 과정에서 만들어진 것으로 보인다.
트라피스트-1 행성들의 궤도와 비슷한 다른 행성계 궤도 대부분은 불안정하여 어떤 행성은 다른 행성의 힐 권 내에 침범하거나 혹은 내쳐져 날아가게 된다. 그러나 어떤 계의 상호작용이 (예를 들면 원시행성계원반을 통해) 감쇄된다면 그 계는 안정적인 상태에 접어들 수 있음이 밝혀졌다. 이 상태를 지나면 조석력은 이 계에 장기적인 안정성을 줄 수 있다.
공전 공명의 정수비와 음악이론이 서로 일치하는 게 많다는 것을 발견하여 트라피스트-1 계의 움직임을 음악으로 바꿔 표현한 사례도 있다.

### 행성계 생성
오르멜 연구진에 따르면 기존의 행성생성 모형들은 트라피스트-1 계의 매우 조밀한 구조를 설명할 수 없다고 한다. 현 위치에서 태어났다고 가정할 경우 원시행성계 원반의 밀도는 비정상적으로 높아야 하며 공전궤도 공명을 쉽게 설명할 수 없다. 동결선 바깥에서 태어났다고 가정하면 행성들의 조성물과 질량이 지구와 비슷한 것을 설명할 수 없다. 오르멜 연구진은 동결선 지역에서 자갈 크기 조각들이 유선 불안정성을 발동시켜 행성 탄생 과정이 시작되고, 이어 자갈 강착을 통해 빠르게 원시행성이 만들어진다는 새로운 시나리오를 제안했다. 이 원시행성들이 지구 질량 정도까지 자라나면 이들은 가스 원반에 섭동을 일으키는데 이로 인해 자갈들은 원반 안쪽으로 이동해오는 것을 멈추고 행성은 더 이상 성장하지 않게 된다. 이 행성들은 I형 이동 방식으로 원반 안쪽으로 궤도를 옮기고, 여기의 항성 자기권 공동에서 이동을 멈추고 평균 운동 공명 상태로 안정된다. 이 시나리오는 가장 안쪽 및 바깥쪽 행성들의 구성물질 중 물이 차지하는 비중이 최대 약 10%가 될 것이라고 예측한다.

### 조석 고정
행성 일곱 개 모두 행성의 한쪽 면이 영원히 항성을 바라보는 동기 회전 상태, 다시 말해 조석 고정 상태에 있는 것으로 보이며 이 상황은 행성에 생명체가 탄생하여 진화하는 데 있어 부정적인 요소로 작용한다. 이보다 가능성은 낮지만 일부 행성들은 고차원의 '회전-공전' 공명 상태로 묶여 있을 수도 있다. 조석적으로 고정된 행성들은 보통 영원히 빛을 받는 낮의 반구(半球)와 영원한 밤이 지속되는 밤의 영역 사이 온도차가 매우 크기 때문에 매우 강력한 바람이 생겨나 행성을 빙빙 돌 수 있다. 이 상황에서 생명체가 살기 가장 적당한 곳은 낮과 밤이 만나는 곳에 있는 온화한 여명 지대, 이른바 '명암 경계선' 일대일 수 있다. 일곱 행성 사이에 강력한 상호작용이 일어나 자전이 동기화되지 않는 상태를 행성들이 효과적으로 유지할 가능성도 있다. 이 경우 항성의 열이 행성 표면에 보다 넓게 미칠 수 있게 된다.

### 조석 가열
조석 가열은 극심하여 f와 h를 제외한 모든 행성들은 지구의 총 열플럭스보다 높은 조석 열플럭스를 받을 것으로 추측된다. c를 제외한 모든 행성들은 밀도가 낮아 어떤 형태로든 막대한 양의 물이 존재함을 추측할 수 있다. b와 c는 행성간 조석력으로 충분한 열을 받아 암석 맨틀 안에 마그마 바다가 생길 수 있고 c는 표면에서 규산염 마그마 폭발이 일어날 수 있다. d, e, f에 가해지는 조석 열플럭스는 b, c보다 낮지만 지구의 평균 열흐름보다는 20배 강하다. d와 e는 구성원들 중 생명체가 살기에 가장 적합해 보인다. d는 반사도가 ≳ 0.3일 경우 폭주온실효과를 피할 수 있다.

### 엑스선 및 극자외선 조사
볼몬트 연구진은 트라피스트-1의 원자외선(FUV)과 극자외선(EUV/XUV)이 행성 b와 c에 조사(照射)될 경우 나타날 효과를 모형으로 만들었다. 연구 결과 두 행성은 지금까지 지구 바닷물의 15배 정도 질량을 잃은 것으로 추정된다. 그럼에도 불구하고 이들은 여전히 생명체가 서식하기에 충분한 양의 물을 보유하고 있을 것으로 보이며 이 둘보다 항성에서 멀리 떨어진 행성들이 지금까지 잃은 물의 양은 훨씬 적을 것이다.
그러나 휘트니 연구진이 후속 XMM-뉴턴 엑스선 연구를 수행한 결과, 트라피스트-1이 발산하는 엑스선의 양은 태양(훨씬 뜨겁고 밝다.)과 비슷한 수준이었으며 극자외선 복사량은 볼몬트 연구진이 가정했던 수준보다 50배 강력했다. 연구진은 이 복사량이 항성 근처 생물권을 도는 지구 크기 행성들의 1차 대기 혹은 2차 대기까지 크게 바꿔 놓을 수 있다고 추측했다. 휘트니의 논문은 "이 복사량 수준은 방사선 물리학 및 행성대기 유체역학을 무시한 것이며 매우 과대평가되었을 수 있다."라고 강조했다. 물론 실제로 생명체가 살 환경이 조성되려면 매우 두꺼운 수소/헬륨의 1차 대기를 극자외선이 벗겨내는 과정이 필요할 수 있다. 행성들이 어머니 항성으로부터 강력한 에너지를 받더라도 냉각트랩이 작동하는 행성 양극지대나 조석고정된 행성의 밤 지역에는 물이 존재할 수 있다. 그럼에도 높은 수준의 극자외선은 행성 d에 물이 존재할 가능성을 볼몬트 연구진의 예측보다 더 떨어뜨릴 것이다.
만약 트라피스트-1의 생물권 안을 도는 행성에 지구와 비슷한 짙은 대기와 오존 방어층이 존재한다면 행성 표면의 자외선 환경은 현재 지구와 비슷할 것이다. 그러나 대기에 산소가 없다면 보다 많은 양의 자외선이 도달하여 자외선에 대한 내성이 강한 호극성균조차 살기 힘든 지표면 환경을 만들 것이다. 만약 향후 트라피스트-1 행성들 중 어딘가에서 오존이 발견된다면 그 천체는 지표상 생명체를 탐사할 주요 후보가 될 것이다.

### 행성 대기 분광학

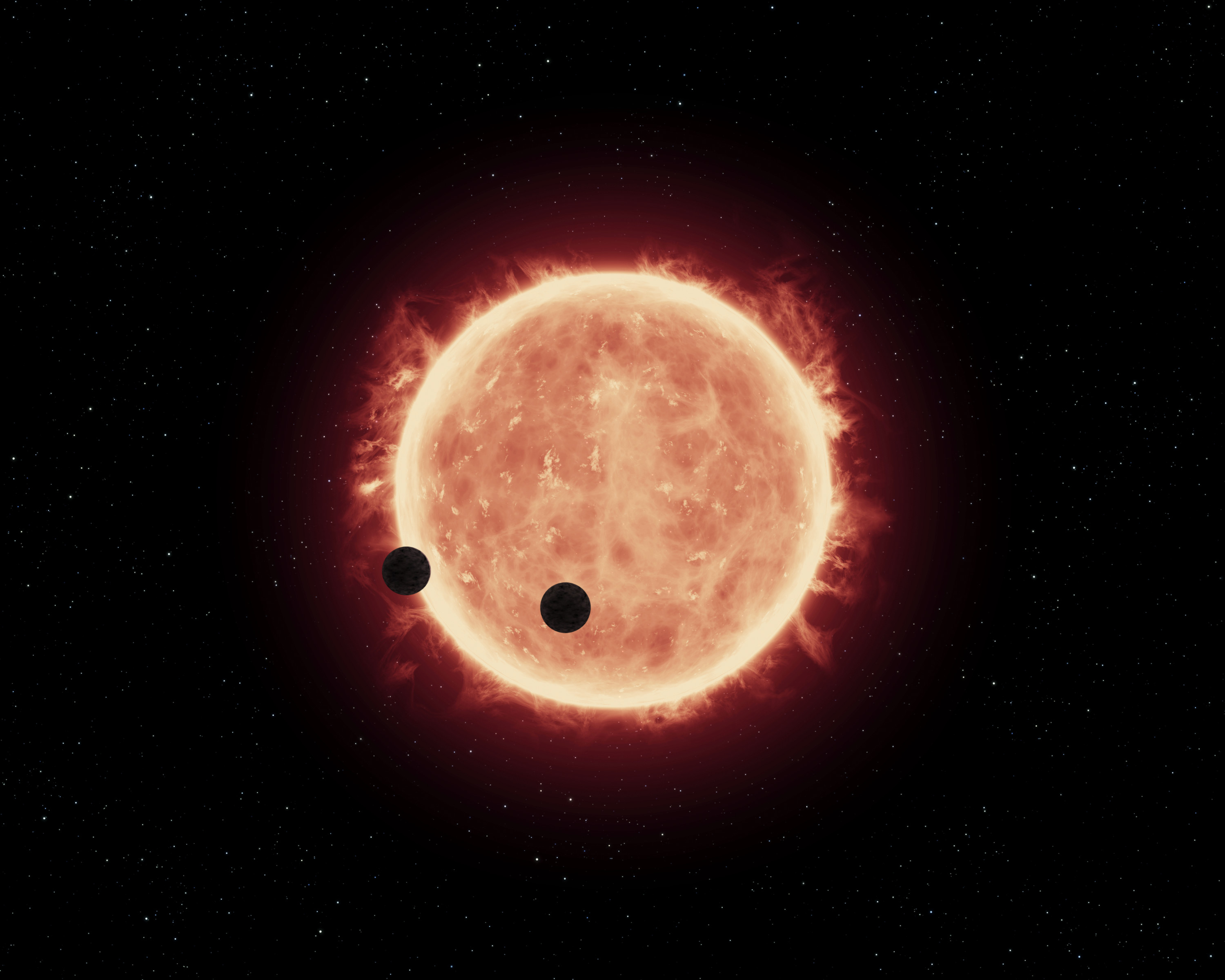
트라피스트-1 행성들이 주인별 앞을 지나가는 모습을 상상한 개념도. 이 행성들의 대기를 통과하여 지구에 도달하는 주인별의 빛을 분광기로 분석하면 행성 대기의 조성물을 알 수 있다.

이 계는 상대적으로 지구와 가깝고 주인별의 크기가 작은데다 공전할 때마다 항성 앞을 지나가도록 공전궤도가 배열되어 있기 때문에 트라피스트-1 행성들의 대기는 통과 분광학 연구에 적합한 대상이다.
허블 우주망원경을 이용하여 행성 b와 c의 전송스펙트럼을 조합한 결과 대기가 '구름 한 점 없이 수소로 가득 차 있는 상태'일 가능성은 배제되었다. 따라서 이 행성들은 구름이 높은 고도에 존재할 가능성을 배제하면, 확장된 가스 대기를 지니고 있지는 않은 것 같다. 구름 없는 수증기 대기부터 금성 비슷한 대기까지 여타 대기 구조들은 허블의 특징없는 스펙트럼과 일치한다.
행성 b와 c에 각각 수소로 이루어진 외기권이 존재한다는 연구 결과도 나온 바 있다. 이 논문에 따르면 두 행성의 외기권은 행성 반지름의 7배 거리까지 확장되어 있다.
우주 및 지상 기반 망원경을 이용하여 국제적 협업을 통해 수행된 연구 결과, 행성 c와 e는 내부구조 대부분이 암석이며, b는 수증기압이 최소 101 ~ 최대 104 바로 폭주온실효과 한계를 넘어선 행성계 내 유일한 구성원임이 밝혀졌다.
제임스 웨브 우주 망원경이나 유럽 초대형 망원경 등 차세대 망원경으로 이들 행성 대기 내 온실가스 함량을 측정할 수 있을 것이며 이로부터 행성의 표면 조건을 보다 정확히 파악할 수 있게 될 것이다. 만약 생명체가 이 행성들에 있다면 이 두 관측기구는 행성들 대기 내 오존이나 메탄과 같은 생명체 존재의 증거들 역시 잡아낼 수 있을 것이다.

## 생명체 거주가능성 및 존재가능성

### 항성활동이 거주가능성에 미치는 충격
케플러의 K2 관측을 통해 주성에서 여러 번의 플레어 활동이 일어나는 것이 감지되었다. 이 중 가장 강력했던 플레어는 1859년 대폭풍처럼 역대급으로 강했던 태양 플레어 활동과 비견할 수 있었다. 트라피스트-1 계의 행성들은 지구보다 어머니 별에 훨씬 가까이 붙어 돌고 있기 때문에 이런 폭발이 행성들에 미치는 힘은 지구에 가해지는 가장 강력한 지자기폭풍보다 10 ~ 10000 배 강력하다. 폭발과 연결된 에너지 방출은 직접 피해를 주는 것 외에도 보다 더한 위협을 안겨줄 수 있다. 행성 대기의 화학적 조성은 정기적인 폭발로 인해 바뀌며 행성 대기는 장기적으로 고갈될 수도 있다. 외계 행성의 자기장이 충분히 강력하다면 항성 폭발이 안겨주는 해로운 효과로부터 대기를 지켜줄 수 있다. 그러나 지구 비슷한 외계 행성이 트라피스트-1의 플레어와 비슷한 공격으로부터 보호를 받으려면 대략 10 ~ 1000 가우스의 자기장이 필요할 것이다.(지구 자기장은 ≈0.5 가우스이다.)

### 행성간 포자가설 가능성
가설상으로 만약 트라피스트-1 행성계의 조건들이 생명체를 품기에 적당할 경우 행성 어딘가에서 자연발생한 생명체는 배종발달설이 주장하는 것처럼 계(系) 내 다른 행성으로 퍼져나갈 수 있다. 이 계의 생물권 안을 도는 행성들 사이 거리는 매우 가까워 멀어봤자 최대 0.01 AU에 불과하기 때문에 한 행성에서 다른 행성으로 생명체가 옮겨 갈 가능성은 크게 올라간다. 지구에서 화성으로 생명체가 옮겨 갈 가능성에 비해 트라피스트-1 계 내 행성간에 생명체가 이동할 가능성은 대략 1만 배 더 높다.

### 전파 신호 탐사
2017년 2월 SETI 재단의 선임천문학자 Seth Shostak는 이렇게 말했다. "...SETI 재단은 작년(2016년) 앨런 망원경 집합체를 이용하여 트라피스트-1의 주변을 관측하여, 신호를 찾기 위해 100억 개 이상의 전파 채널을 조사했다. 감지된 신호는 없었다." 이보다 더 민감한 그린 뱅크 망원경으로 트라피스트-1 계를 추가 관측하였으나 신호로 볼 만한 증거는 찾을 수 없었다.

## 기타 관측

### 행성의 추가 발견 가능성
CAPSCam 측성카메라를 이용한 논문에 따르면 트라피스트-1 계에는 공전주기 1년-목성질량 4.6배 이상 또는 공전주기 5년-목성질량 1.6배 이상 행성은 없는 것으로 나타났다. 그러나 이 논문의 저자들은 트라피스트-1 계에 분석되지 않은 영역이 남아 있음을 강조했다.

### 위성의 존재 가능성
스티븐 케인은 천체물리학 저널에서 트라피스트-1 행성들은 거대한 위성을 거느리고 있지 않은 것 같다고 주장했다. 달의 반지름은 지구의 27%이기에 면적(및 통과 깊이)은 지구의 7.4%인데 만약 트라피스트-1 계에 이 정도 비율의 위성이 있다면 통과 연구 중 발견되었을 것이다. 하지만 반경 200~300 km 정도로 보다 작은 위성은 발견되지 않았을 것이다.
케인은 트라피스트-1 계의 안쪽 행성을 도는 위성은 특출나게 밀도가 높아야 이론적으로 존재할 수 있음을 알아냈다. 이는 힐 권과 로슈 한계를 비교한 것에 기초한 주장인데, 전자는 어떤 행성의 중력이 항성의 조석력보다 강하여 위성의 궤도가 유지될 수 있는 범위이며 후자는 행성의 조석력이 위성 자체 중력보다 강해져 위성을 분쇄시키는 범위를 뜻한다. 이 제약조건들 아래에서도 고리 구조(중력보다 화학적으로 입자들이 모여 있는 곳)는 존재할 수 있다. 수학적으로 도출한 식은 아래와 같다.
{\displaystyle R_{H}=a_{p}{\sqrt[{3}]{\frac {M_{p}}{3M_{s}}}}}
{\displaystyle R_{H}}는 행성의 힐 반경으로 행성 긴반지름 {\displaystyle a_{p}}, 행성 질량 {\displaystyle M_{p}}, 항성 질량 {\displaystyle M_{s}}을 이용하여 구할 수 있다. 트라피스트-1 항성의 질량은 대략 지구의 3만 배이다. 나머지 특질들은 아래 표에 수록되어 있다.
{\displaystyle R_{R}\approx 2.44R_{p}{\sqrt[{3}]{\frac {\rho _{p}}{\rho _{m}}}}}
{\displaystyle R_{R}}은 행성의 로슈 한계로 행성 반지름 {\displaystyle R_{p}}와 행성 밀도 {\displaystyle \rho _{p}}를 이용하여 구할 수 있다.
| 행성          | {\displaystyle M_{p}} (지구질량) | {\displaystyle R_{p}} (지구반경) | {\displaystyle \rho _{p}} (지구밀도) | {\displaystyle a_{p}} (AU) | {\displaystyle R_{H}} (밀리AU) | {\displaystyle R_{R}} (밀리AU) | {\displaystyle R_{H}/R_{R}} |
| ------------- | -------------------------------- | -------------------------------- | ------------------------------------ | -------------------------- | ------------------------------ | ------------------------------ | --------------------------- |
| 트라피스트-1b | 1.017                            | 1.121                            | 0.726                                | 0.0116                     | 0.261                          | 0.127                          | 2.055                       |
| 트라피스트-1c | 1.156                            | 1.095                            | 0.883                                | 0.0158                     | 0.372                          | 0.133                          | 2.797                       |
| 트라피스트-1d | 0.297                            | 0.784                            | 0.616                                | 0.0223                     | 0.334                          | 0.084                          | 3.976                       |
| 트라피스트-1e | 0.772                            | 0.910                            | 1.024                                | 0.0293                     | 0.603                          | 0.116                          | 5.198                       |
| 트라피스트-1f | 0.934                            | 1.046                            | 0.816                                | 0.0385                     | 0.845                          | 0.124                          | 6.815                       |
| 트라피스트-1g | 1.148                            | 1.148                            | 0.759                                | 0.0469                     | 1.101                          | 0.132                          | 8.341                       |
| 트라피스트-1h | 0.331                            | 0.773                            | 0.719                                | 0.0619                     | 0.961                          | 0.087                          | 11.046                      |

케인은 힐 반지름의 경계 가까이를 도는 위성들은 행성이 공전궤도를 옮기는 중 공명으로 인해 제거될 것이라고 주장했으며 이로써 힐 감소요소(Hill reduction factor)의 대략적인 수치는 일반적인 외계행성계에서 1/3, 트라피스트-1 계에서 1/4이 된다. 따라서 {\displaystyle R_{H}/R_{R}}가 4 미만인 행성 주변에 위성들이 존재할 수는 없을 것이다. 여기에다 행성과의 조석 상호작용으로 행성의 자전 에너지가 위성의 궤도로 옮겨가기 때문에 시간이 흐르면서 위성은 안정적인 영역을 벗어나게 될 것이다. 이런 이유들 때문에 트라피스트-1 계 가장 바깥 행성조차도 위성을 거느리고 있지 않을 것으로 보인다.

## 사진첩

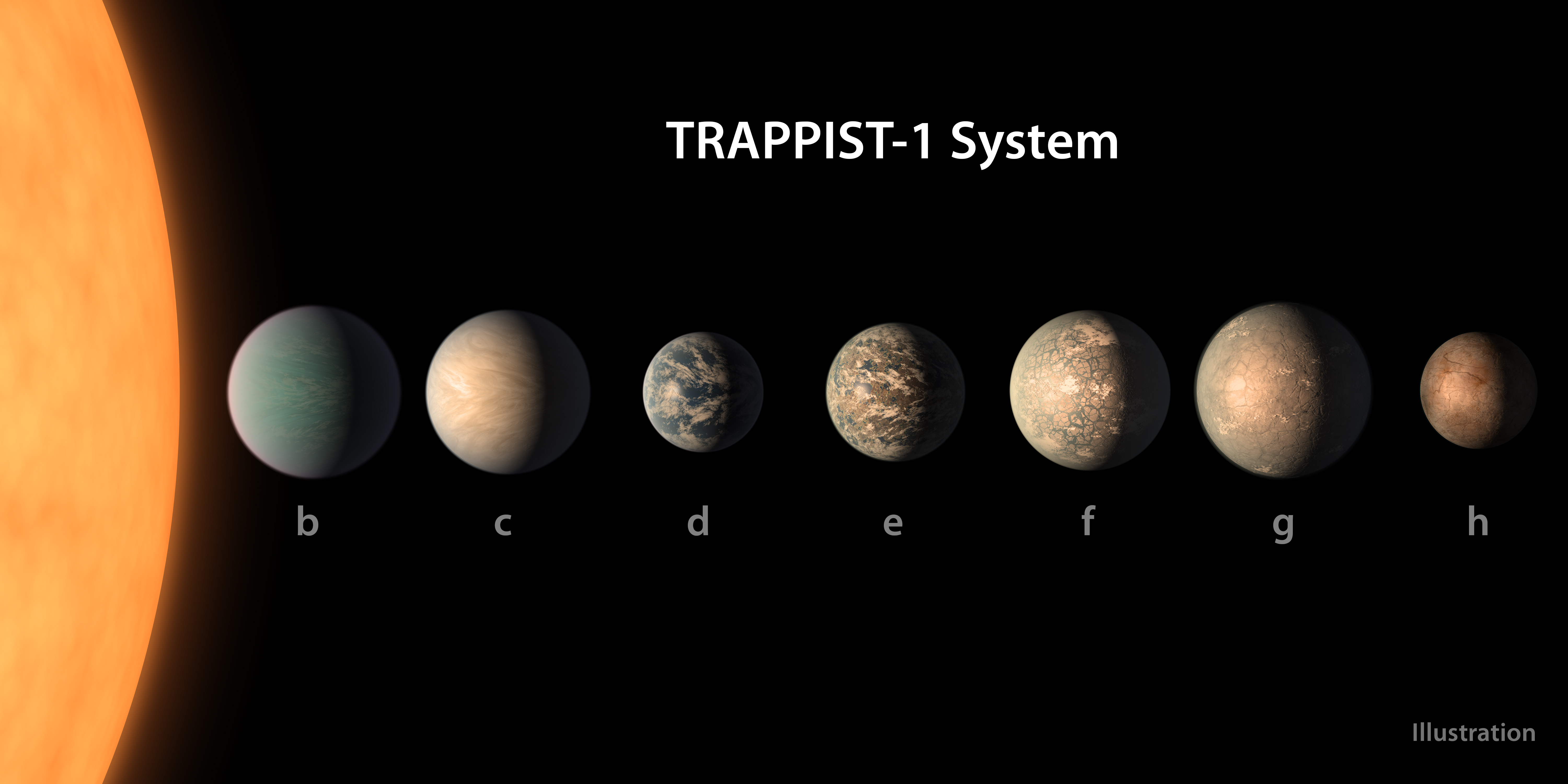
트라피스트-1 행성계 개념도.
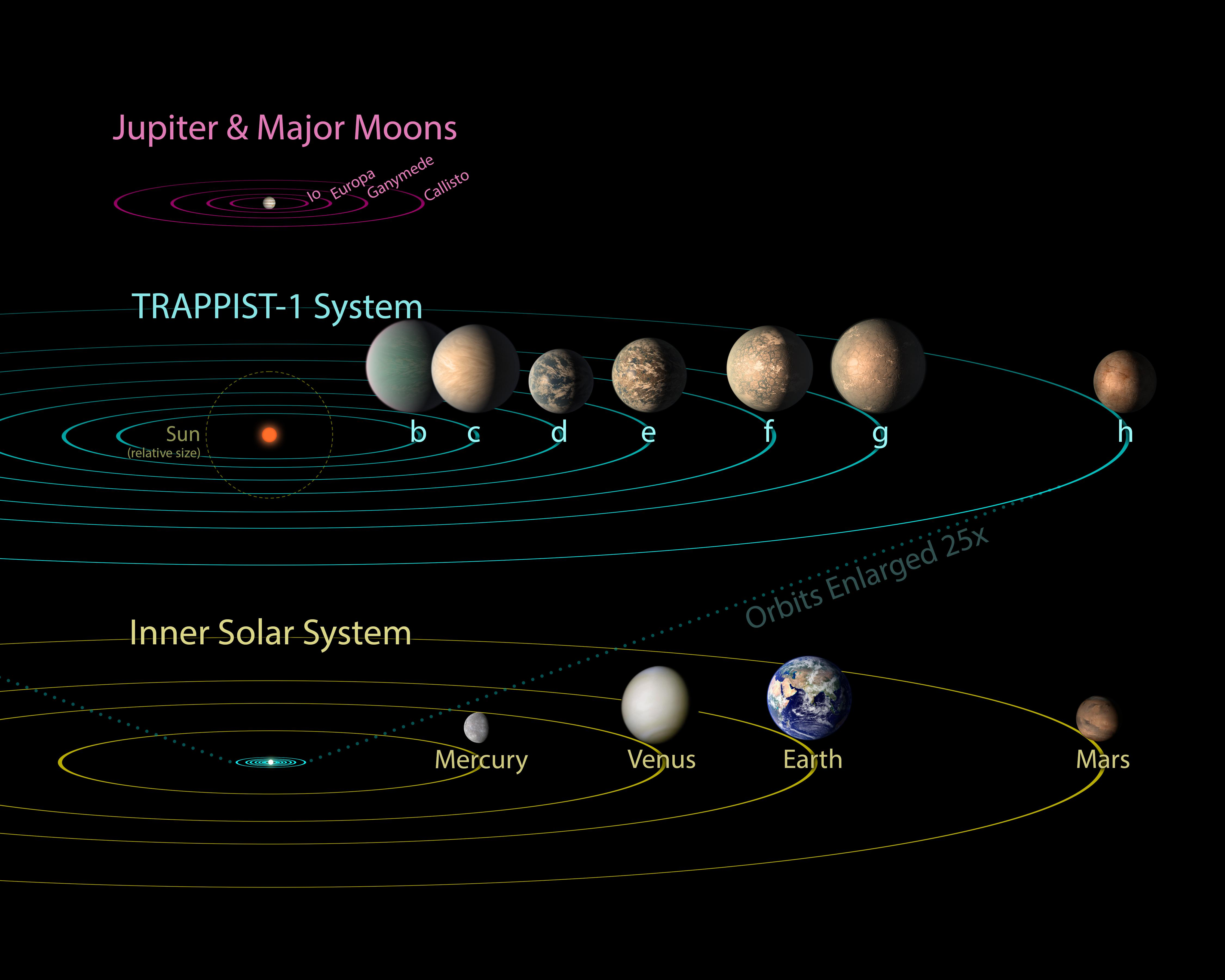
태양계와 비교한 트라피스트-1 계. 일곱 행성 궤도 전부가 수성 궤도 안에 들어간다.
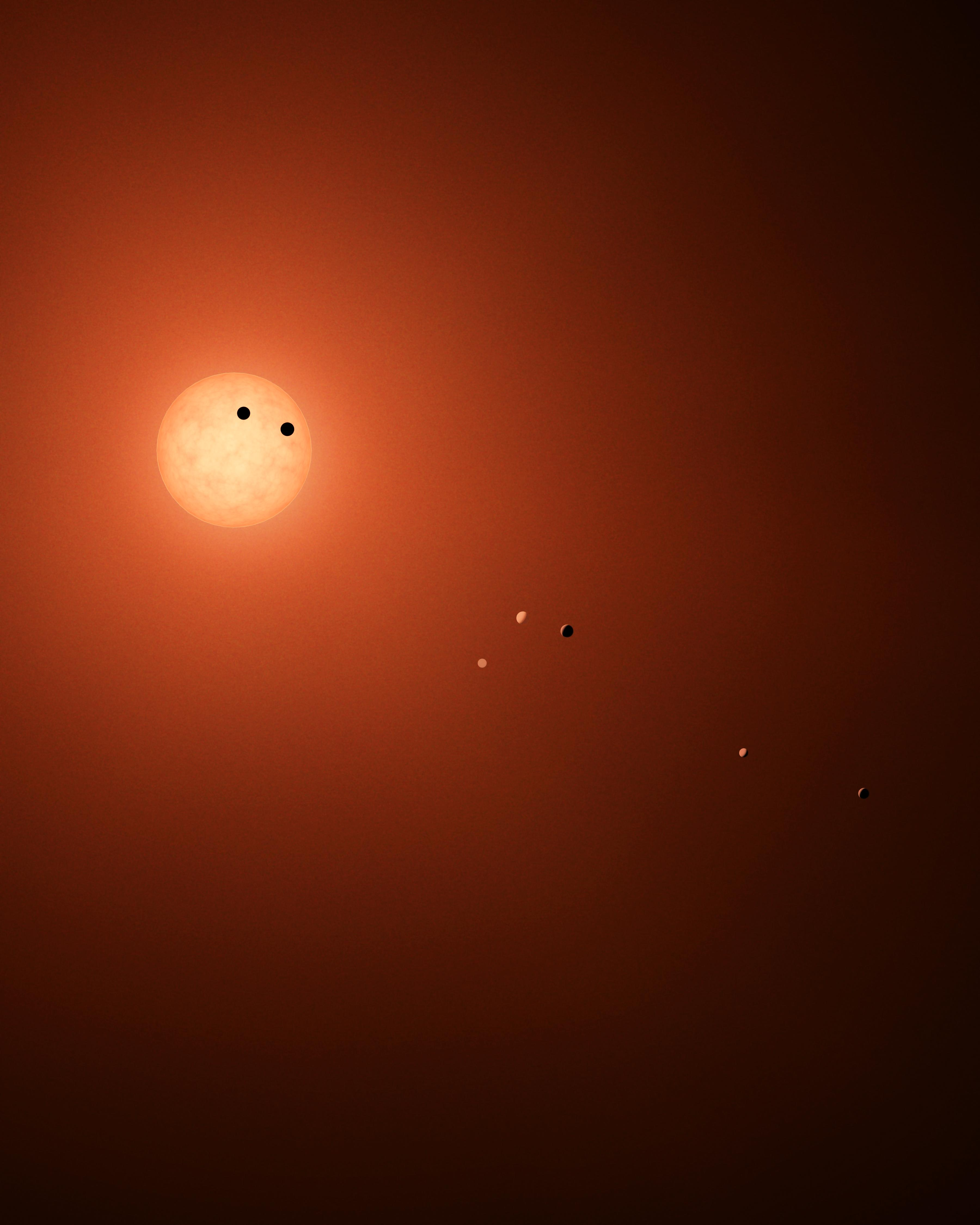
트라피스트-1과 행성들의 상상화.

### 동영상
- Video (01:32) – 주인별 앞을 통과하는 트라피스트-1 행성들을 보여주는 영상.
- Video (01:10) – 트라피스트-1 계의 행성들 근처를 비행하는 모습.

## 같이 보기
- HD 10180 : 행성 일곱 개가 있는 것으로 확인됨.
- 케플러-90 : 행성 여덟 개가 있는 것으로 확인됨.
- KIC 8462852 : 통과 데이터가 유명한 행성.
- LHS 1140 : 외계 행성 대기 연구의 대상.
- Active SETI : 외계 지성체에게 메시지를 보내려는 시도.
- 적색왜성계의 생명체 거주가능성

### 내용주
1. ↑  트라피스트-1의 절대안시등급을 {\displaystyle M_{V_{\ast }}=18.4}, 태양의 절대안시등급을 {\displaystyle M_{V_{\odot }}=4.83}으로 놓으면 안시광도는 {\displaystyle {\tfrac {L_{V_{\ast }}}{L_{V_{\odot }}}}=10^{0.4(M_{V_{\odot }}-M_{V_{\ast }})}}로 나온다.
2. ↑  측광 분광형 측정수치에 기초한 값이다.
3. ↑  표면중력은 뉴턴의 만유인력의 법칙 공식 {\displaystyle g={\tfrac {GM}{r^{2}}}}으로 직접 계산할 수 있다. M은 물체의 질량, r은 반지름, G는 중력 상수이다. 여기에서 log g ≈5.227은 이 천체의 중력이 지구보다 약 172배 강하다는 뜻이다.

### 참조주
1. 1 2 3 4 5  Cutri, R. M.; Skrutskie, M. F.; Van Dyk, S.;  외. (June 2003). “VizieR Online Data Catalog: 2MASS All-Sky Catalog of Point Sources (Cutri+ 2003)”. 《CDS/ADC Collection of Electronic Catalogues》 (2246): II/246. Bibcode:2003yCat.2246....0C.
2. 1 2 3 4 5 6 7  Costa, E.; Mendez, R. A.; Jao, W.-C.; Henry, T. J.; Subasavage, J. P.; Ianna, P. A. (2006년 8월 4일). “The Solar Neighborhood. XVI. Parallaxes from CTIOPI: Final Results from the 1.5 m Telescope Program”. 《The Astronomical Journal》 132 (3): 1234. Bibcode:2006AJ....132.1234C. CiteSeerX 10.1.1.622.2310. doi:10.1086/505706.
3. 1 2 3 4  Van Grootel, Valerie; Fernandes, Catarina S.; Gillon, Michaël;  외. (January 2018). “Stellar parameters for TRAPPIST-1”. 《The Astrophysical Journal》 853 (1). 30. arXiv:1712.01911. Bibcode:2018ApJ...853...30V. doi:10.3847/1538-4357/aaa023.
4. 1 2  Burgasser, Adam J.; Mamajek, Eric E. (September 2017). “On the Age of the TRAPPIST-1 System”. 《The Astrophysical Journal》 845 (2). 110. arXiv:1706.02018. Bibcode:2017ApJ...845..110B. doi:10.3847/1538-4357/aa7fea.
5. 1 2 3 4 5 6 7 8 9 10  Delrez, Laetitia; Gillon, Michael; H.M.J, Amaury;  외. (April 2018). “Early 2017 observations of TRAPPIST-1 with Spitzer”. 《Monthly Notices of the Royal Astronomical Society》 475 (3): 3577–3597. arXiv:1801.02554. Bibcode:2018MNRAS.475.3577D. doi:10.1093/mnras/sty051.
6. ↑  Viti, Serena; Jones, Hugh R. A. (November 1999). “Gravity dependence at the bottom of the main sequence”. 《Astronomy and Astrophysics》 351: 1028–1035. Bibcode:1999A&A...351.1028V.
7. 1 2 3 4  Vida, Krisztián; Kővári, Zsolt; Pál, András;  외. (June 2017). “Frequent Flaring in the TRAPPIST-1 System—Unsuited for Life?”. 《The Astrophysical Journal》 841 (2). 124. arXiv:1703.10130. Bibcode:2017ApJ...841..124V. doi:10.3847/1538-4357/aa6f05.
8. ↑  Barnes, J. R.; Jenkins, J. S.; Jones, H. R. A.;  외. (April 2014). “Precision radial velocities of 15 M5-M9 dwarfs”. 《Monthly Notices of the Royal Astronomical Society》 439 (3): 3094–3113. arXiv:1401.5350. Bibcode:2014MNRAS.439.3094B. doi:10.1093/mnras/stu172.
9. ↑  “2MASS J23062928-0502285”. 《SIMBAD》. Centre de données astronomiques de Strasbourg.
10. 1 2 3 4 5  Gillon, M.; Jehin, E.; Lederer, S. M.; Delrez, L.; De Wit, J.; Burdanov, A.; Van Grootel, V.; Burgasser, A. J.; Triaud, A. H. M. J.; Opitom, C.; Demory, B.-O.; Sahu, D. K.; Bardalez Gagliuffi, D.; Magain, P.; Queloz, D. (2016). “Temperate Earth-sized planets transiting a nearby ultracool dwarf star” (PDF). 《Nature》 533 (7602): 221–224. arXiv:1605.07211. Bibcode:2016Natur.533..221G. doi:10.1038/nature17448. PMC 5321506. PMID 27135924.
11. 1 2  “Three Potentially Habitable Worlds Found Around Nearby Ultracool Dwarf Star – Currently the best place to search for life beyond the Solar System”. 《European Southern Observatory》.
12. 1 2  Chang, Kenneth (2017년 2월 22일). “7 Earth-Size Planets Identified in Orbit Around a Dwarf Star”. 《The New York Times》. 2017년 2월 22일에 확인함.
13. ↑  “Twinkle, Twinkle Little Trappist”. 《The New York Times》. 2017년 2월 24일. 2017년 2월 27일에 확인함.
14. 1 2  Witze, A. (2017년 2월 22일). “These seven alien worlds could help explain how planets form”. 《Nature》. doi:10.1038/nature.2017.21512.
15. ↑  Marchis, Franck (2017년 2월 22일). “Wonderful potentially habitable worlds around TRAPPIST-1”. The Planetary Society. 2017년 2월 25일에 확인함.
16. 1 2  Tamayo, Daniel; Rein, Hanno; Petrovich, Cristobal; Murray, Norman (2017년 5월 10일). “Convergent Migration Renders TRAPPIST-1 Long-lived”. 《The Astrophysical Journal Letters》 840 (2). L19. arXiv:1704.02957. Bibcode:2017ApJ...840L..19T. doi:10.3847/2041-8213/aa70ea.
17. 1 2  Chang, Kenneth (2017년 5월 10일). “The Harmony That Keeps Trappist-1's 7 Earth-size Worlds From Colliding”. 《The New York Times》. 2017년 5월 11일에 확인함.
18. 1 2  Sample, Ian (2016년 5월 2일). “Could these newly-discovered planets orbiting an ultracool dwarf host life?”. 《The Guardian》. 2016년 5월 2일에 확인함.
19. ↑  Bennett, Jay (2016년 5월 2일). “Three New Planets Are the Best Bets for Life”. 《Popular Mechanics》. 2016년 5월 2일에 확인함.
20. 1 2 3  Shostak, Seth (2017년 2월 22일). “This Weird Planetary System Seems Like Something From Science Fiction”. 《NBC News》. 2017년 3월 1일에 확인함.
21. ↑  Gillon, Michaël; Triaud, Amaury; Jehin, Emmanuël;  외. (2017년 2월 22일). “Ultracool Dwarf and the Seven Planets”. European Southern Observatory. eso1706. 2017년 5월 1일에 확인함.
22. ↑  Landau, Elizabeth; Chou, Felicia; Potter, Sean (2017년 2월 21일). “NASA telescope reveals largest batch of Earth-size, habitable-zone planets around single star”. Exoplanet Exploration. NASA. 2017년 2월 22일에 확인함.
23. 1 2  Bolmont, E.; Selsis, F.; Owen, J. E.; Ribas, I.; Raymond, S. N.; Leconte, J.; Gillon, M. (2017). “Water loss from terrestrial planets orbiting ultracool dwarfs: implications for the planets of TRAPPIST-1”. 《Monthly Notices of the Royal Astronomical Society》 464 (3): 3728–3741. arXiv:1605.00616. Bibcode:2017MNRAS.464.3728B. doi:10.1093/mnras/stw2578.
24. ↑  Kelley, Peter (2018년 11월 20일). “Study brings new climate models of small star TRAPPIST 1's seven intriguing worlds”. 《UW News》. University of Washington. 2019년 2월 23일에 확인함.
25. ↑  Bryant, Tracey (2017년 2월 22일). “Celestial Connection”. University of Delaware.
26. ↑  Gizis, John E.; Monet, David G.; Reid, I. Neill; Kirkpatrick, J. Davy; Liebert, James; Williams, Rik J. (2000). “New Neighbors from 2MASS: Activity and Kinematics at the Bottom of the Main Sequence”. 《The Astronomical Journal》 120 (2): 1085–1095. arXiv:astro-ph/0004361. Bibcode:2000AJ....120.1085G. doi:10.1086/301456.
27. ↑  Gramer, Robbie (2017년 2월 22일). “News So Foreign It's Out of This World: Scientists Discover Seven New Potentially Habitable Planets”. 《Foreign Policy》. Scientists named the system TRAPPIST-1 after the telescope that first found the system. (For all those Belgian beer lovers out there, the telescope’s name is an homage to the trappist religious orders in Belgium, known for brewing some of the world’s best beers.)
28. ↑  Jehin, Emmanuël; Queloz, Didier; Boffin, Henri;  외. (2010년 6월 8일). “New National Telescope at La Silla”. European Southern Observatory. eso1023. 2015년 1월 4일에 확인함.
29. ↑  Hessman, F. V.; Dhillon, V. S.; Winget, D. E.;  외. (2010년 12월 3일). “On the naming convention used for multiple star systems and extrasolar planets”. arXiv:1012.0707 [astro-ph.SR].
30. ↑  Koberlein, Brian (2017년 2월 22일). “Here's How Astronomers Found Seven Earth-Sized Planets Around A Dwarf Star”. 《Forbes》. 2017년 2월 26일에 확인함.
31. ↑  Reiners, A.; Basri, G. (2010). “A Volume-Limited Sample of 63 M7-M9.5 Dwarfs. II. Activity, Magnetism, and the Fade of the Rotation-Dominated Dynamo”. 《The Astrophysical Journal》 710 (2): 924–935. arXiv:0912.4259. Bibcode:2010ApJ...710..924R. doi:10.1088/0004-637X/710/2/924.
32. ↑  Cain, Fraser (2015년 12월 23일). “Temperature of the Sun”. 《Universe Today》. 2017년 2월 19일에 확인함.
33. ↑  Williams, Matt (2016년 9월 24일). “What is the Life Cycle of the Sun?”. 《Universe Today》. 2011년 2월 19일에 확인함.
34. 1 2 3 4  Luger, Rodrigo; Sestovic, Marko; Kruse, Ethan; Grimm, Simon L.; Demory, Brice-Oliver;  외. (2017년 3월 12일). “A terrestrial-sized exoplanet at the snow line of TRAPPIST-1”. 《Nature Astronomy》 1 (6): 0129. arXiv:1703.04166. Bibcode:2017NatAs...1E.129L. doi:10.1038/s41550-017-0129.
35. ↑  Howell, S.; Everett, M.; Horch, E. (September 2016). “Speckle Imaging Excludes Low-mass Companions Orbiting the Exoplanet Host Star TRAPPIST-1”. 《The Astrophysical Journal Letters》 829 (1): 2–9. arXiv:1610.05269. Bibcode:2016ApJ...829L...2H. doi:10.3847/2041-8205/829/1/L2.
36. ↑  Adams, Fred C.; Laughlin, Gregory; Graves, Genevieve J. M. (December 2004). 〈Red Dwarfs and the End of the Main Sequence〉. 《Gravitational Collapse: From Massive Stars to Planets》. Revista Mexicana de Astronomía y Astrofísica (Serie de Conferencias) 22. 46–49쪽. Bibcode:2004RMxAC..22...46A. ISBN 978-970-32-1160-9.
37. 1 2 3 4 5 6 7  Gillon, M.; Triaud, A. H. M. J.; Demory, B.-O.;  외. (February 2017). “Seven temperate terrestrial planets around the nearby ultracool dwarf star TRAPPIST-1” (PDF). 《Nature》 542 (7642): 456–460. arXiv:1703.01424. Bibcode:2017Natur.542..456G. doi:10.1038/nature21360. PMC 5330437. PMID 28230125.
38. ↑  Chou, Felicia; Potter, Sean; Landau, Elizabeth (2017년 2월 22일). “NASA Telescope Reveals Largest Batch of Earth-Size, Habitable-Zone Planets Around Single Star”. NASA. Release 17-015.
39. ↑  “TRAPPIST-1 Planet Lineup”. NASA / Jet Propulsion Laboratory. 2017년 2월 22일.
40. 1 2  Wall, Mike (2017년 2월 22일). “Major Discovery! 7 Earth-Size Alien Planets Circle Nearby Star”. 《Space.com》.
41. ↑  Redd, Nola Taylor (2017년 2월 24일). “TRAPPIST-1: System with 7 Earth-Size Exoplanets”. 《Space.com》.
42. ↑  Snellen, Ignas A. G. (2017년 2월 23일). “Astronomy: Earth's seven sisters”. 《Nature》 542 (7642): 421–423. Bibcode:2017Natur.542..421S. doi:10.1038/542421a. hdl:1887/75076. PMID 28230129.
43. ↑  Howell, Steve B.; Everett, Mark E.; Horch, Elliott P.;  외. (September 2016). “Speckle Imaging Excludes Low-mass Companions Orbiting the Exoplanet Host Star TRAPPIST-1”. 《The Astrophysical Journal Letters》 829 (1). L2. arXiv:1610.05269. Bibcode:2016ApJ...829L...2H. doi:10.3847/2041-8205/829/1/L2.
44. ↑  Bourrier, Vincent; de Wit, Julien; Jäger, Mathias (2017년 8월 31일). “Hubble delivers first hints of possible water content of TRAPPIST-1 planets”. 《SpaceTelescope.org》. 2017년 9월 3일에 원본 문서에서 보존된 문서. 2017년 9월 4일에 확인함.
45. ↑  “First evidence of water found on TRAPPIST-1 planets”. 《The Indian Express》. Press Trust of India. 2017년 9월 4일. 2017년 9월 4일에 확인함.
46. ↑  “TRAPPIST-1 Planets Probably Rich in Water – First glimpse of what Earth-sized exoplanets are made of”. 《www.eso.org》. 2018년 2월 5일. 2018년 2월 7일에 확인함.
47. 1 2 3 4 5 6 7 8  Grimm, Simon L.; Demory, Brice-Olivier; Gillon, Michaël;  외. (2018년 1월 21일). “The nature of the TRAPPIST-1 exoplanets”. 《Astronomy & Astrophysics》 613: A68. arXiv:1802.01377. Bibcode:2018A&A...613A..68G. doi:10.1051/0004-6361/201732233.
48. ↑  de Wit, Julien; Wakeford, Hannah R.; Lewis, Nikole K.;  외. (March 2018). “Atmospheric reconnaissance of the habitable-zone Earth-sized planets orbiting TRAPPIST-1”. 《Nature Astronomy》 2 (3): 214–219. arXiv:1802.02250. Bibcode:2018NatAs...2..214D. doi:10.1038/s41550-017-0374-z.
49. ↑  Gillon, M.; Triaud, A. H. M. J.; Demory, B.-O.;  외. (February 2017). “Seven temperate terrestrial planets around the nearby ultracool dwarf star TRAPPIST-1” (PDF). 《Nature》 542 (7642): 456–460. arXiv:1703.01424. Bibcode:2017Natur.542..456G. doi:10.1038/nature21360. PMC 5330437. PMID 28230125.
50. ↑  Ormel, Chris; Liu, Beibei; Schoonenberg, Djoeke (2017년 3월 20일). “Formation of TRAPPIST-1 and other compact systems”. 《Astronomy & Astrophysics》 604 (1): A1. arXiv:1703.06924. Bibcode:2017A&A...604A...1O. doi:10.1051/0004-6361/201730826.
51. ↑  Schoonenberg, Djoeke; Liu, Beibei; Ormel, Chris W.;; Dorn, Caroline (2019). “A pebble-driven formation model for compact planetary systems like TRAPPIST-1”. 《Astronomy & Astrophysics》 A149: 627. arXiv:1906.00669. doi:10.1051/0004-6361/201935607.
52. ↑  Vinson, Alec; Tamayo, Daniel; Hansen, Brad (2019). “The Chaotic Nature of TRAPPIST-1 Planetary Spin States”. 《Monthly Notices of the Royal Astronomical Society》. arXiv:1905.11419. doi:10.1093/mnras/stz2113.
53. ↑  Barr, Amy C.;  외. (May 2018). “Interior Structures and Tidal Heating in the TRAPPIST-1 Planets”. 《Astronomy & Astrophysics》 613. A37. arXiv:1712.05641. Bibcode:2018A&A...613A..37B. doi:10.1051/0004-6361/201731992.
54. ↑  Wheatley, Peter J.; Louden, Tom; Bourrier, Vincent; Ehrenreich, David; Gillon, Michaël (February 2017). “Strong XUV irradiation of the Earth-sized exoplanets orbiting the ultracool dwarf TRAPPIST-1”. 《Monthly Notices of the Royal Astronomical Society: Letters》 465 (1): L74–L78. arXiv:1605.01564. Bibcode:2017MNRAS.465L..74W. doi:10.1093/mnrasl/slw192.
55. ↑  O'Malley-James, J. T.; Kaltenegger, L. (2017년 3월 28일). “UV Surface Habitability of the TRAPPIST-1 System”. 《Monthly Notices of the Royal Astronomical Society: Letters》 469 (1): L26–L30. arXiv:1702.06936. Bibcode:2017MNRAS.469L..26O. doi:10.1093/mnrasl/slx047.
56. ↑  “Artist's view of planets transiting red dwarf star in TRAPPIST-1 system”. 《SpaceTelescope.org》. 2016년 7월 20일. 2016년 7월 21일에 확인함.
57. ↑  Kaplan, Sarah (2017년 2월 22일). “Here's what you should know about the newfound TRAPPIST-1 solar system”. 《The Washington Post》.
58. ↑  Gleiser, M. (2017년 2월 23일). “Trappist-1 Planet Discovery Ignites Enthusiasm in Search For Alien Life”. NPR. 2017년 2월 25일에 확인함.
59. ↑  de Wit, Julien; Wakeford, Hannah R.; Gillon, Michaël;  외. (2016년 9월 1일). “A combined transmission spectrum of the Earth-sized exoplanets TRAPPIST-1 b and c”. 《Nature》 537 (7618): 69–72. arXiv:1606.01103. Bibcode:2016Natur.537...69D. doi:10.1038/nature18641. PMID 27437572.
60. ↑  Bourrier, V.; Ehrenreich, D.; Wheatley, P. J.;  외. (February 2017). “Reconnaissance of the TRAPPIST-1 exoplanet system in the Lyman-α line”. 《Astronomy & Astrophysics》 599 (3). L3. arXiv:1702.07004. Bibcode:2017A&A...599L...3B. doi:10.1051/0004-6361/201630238.
61. ↑  Swain, M. (2008). 〈Probing the Atmospheres of Exoplanets〉 (PDF). 《Hubble 2008: Science Year in Review》. NASA. 2017년 2월 25일에 확인함.
62. ↑  Osgood, M. (2017년 2월 22일). “Sagan Institute director explains what life could be like near Trappist-1”. Cornell University. 2017년 2월 25일에 확인함.
63. ↑  Barstow, J. K.; Irwin, P. G. J. (September 2016). “Habitable worlds with JWST: Transit spectroscopy of the TRAPPIST-1 system?”. 《Monthly Notices of the Royal Astronomical Society: Letters》 461 (1): L92–L96. arXiv:1605.07352. Bibcode:2016MNRAS.461L..92B. doi:10.1093/mnrasl/slw109.
64. 1 2  Wall, Mike (2017년 6월 23일). “Enhanced interplanetary panspermia in the TRAPPIST-1 system”. 《Proceedings of the National Academy of Sciences》 114 (26): 6689–6693. arXiv:1703.00878. Bibcode:2017PNAS..114.6689L. doi:10.1073/pnas.1703517114. PMC 5495259. PMID 28611223.
65. ↑  Lingam, Manasvi; Loeb, Abraham (2017년 3월 15일). “Enhanced interplanetary panspermia in the TRAPPIST-1 system”. 《Proceedings of the National Academy of Sciences》 114 (26): 6689–6693. arXiv:1703.00878. Bibcode:2017PNAS..114.6689L. doi:10.1073/pnas.1703517114. PMC 5495259. PMID 28611223.
66. ↑  Pinchuk, Pavlo; Margot, Jean-Luc; Greenberg, Adam H.; Ayalde, Thomas; Bloxham, Chad; Boddu, Arjun; Chinchilla-Garcia, Luis Gerardo; Cliffe, Micah; Gallagher, Sara; Hart, Kira; Hesford, Brayden; Mizrahi, Inbal; Pike, Ruth; Rodger, Dominic; Sayki, Bade; Schneck, Una; Tan, Aysen; Xiao, Yinxue “Yolanda”; Lynch, Ryan S. (2019). “A Search for Technosignatures from TRAPPIST-1, LHS 1140, and 10 Planetary Systems in the Kepler Field with the Green Bank Telescope at 1.15–1.73 GHz”. 《The Astronomical Journal》 157 (3): 122. arXiv:1901.04057. Bibcode:2019AJ....157..122P. doi:10.3847/1538-3881/ab0105. ISSN 1538-3881.
67. ↑  Boss, Alan; Weinberger, Alycia; Keiser, Sandra; Astraatmadja, Tri; Anglada-Escude, Guillem; Thompson, Ian (2017). “Astrometric Constraints on the Masses of Long-Period Gas Giant Planets in the TRAPPIST-1 Planetary System”. 《The Astronomical Journal》 154 (3). 103. arXiv:1708.02200. Bibcode:2017AJ....154..103B. doi:10.3847/1538-3881/aa84b5.
68. ↑  Howell, Elizabeth (2017년 5월 5일). “TRAPPIST-1 Planets Have No Large Moons, Raising Questions about Habitability”. 《Seeker》. 2017년 6월 17일에 확인함.
69. ↑  Kane, Stephen R. (April 2017). “Worlds without Moons: Exomoon Constraints for Compact Planetary Systems”. 《The Astrophysical Journal Letters》 839 (2). L19. arXiv:1704.01688. Bibcode:2017ApJ...839L..19K. doi:10.3847/2041-8213/aa6bf2.

## 추가 문헌
- (영어) Levenson, Thomas (2016년 5월 2일). “Astronomers Have Found Planets in the Habitable Zone of a Nearby Star”. 《The Atlantic》. 2016년 7월 31일에 확인함.